# Резолюция 131 на Съвета за сигурност на ООН
Резолюция 131 на Съвета за сигурност на ООН е приета на 9 декември 1958 г. по повод кандидатурата на Гвинея за членство в ООН. С Резолюция 131 Съветът за сигурност препоръчва на Общото събрание на ООН Гвинея да бъде приета за член на Организацията на обединените нации.
Резолюцията е приета с мнозинство от десет гласа „за“ и един „въздържал се“ от страна на Франция.